# Xyliphius anachoretes
Xyliphius anachoretes is een straalvinnige vissensoort uit de familie van de braadpan- of banjomeervallen (Aspredinidae). De wetenschappelijke naam van de soort is voor het eerst geldig gepubliceerd in 2010 door Figueiredo & Britto.
Xyliphius anachoretes